# باشگاه فوتبال زنان هیوندای استیل رد انجلز
باشگاه فوتبال زنان اینچئون هیوندای استیل رد آنجلز  یک باشگاه فوتبال زنان در کشور کره جنوبی است که در اینچئون واقع شده است.